# Плямиста котяча акула чилійська
Плямиста котяча акула чилійська (Schroederichthys chilensis) — акула з роду Плямиста котяча акула родини Котячі акули. Інша назва «червоноплямиста котяча акула».

## Опис
Загальна довжина досягає 62-66 см, зазвичай 50 см. Голова витягнута, помірного розміру. Морда широко закруглено. Очі помірного розміру, овальні, горизонтальної форми, з мигальною перетинкою. За ними розташовані маленькі бризкальця. Брови над очима високо підняті. Ніздрі прикривають широкі носові клапани трикутної форми. Рот відносно широкий. Зуби дрібні, з багатьма верхівками. У неї 5 пар зябрових щілин. Тулуб стрункий. Грудні плавці великі, широкі. Має 2 спинних плавця однакового розміру. Передній спинний плавець розташовано навпроти черевних плавців, задній — анального. Черевні плавці широкі. Анальний плавець низький. Хвостовий плавець невеликий, гетероцеркальний.
Забарвлення сіро-світло-коричневе. На спині розташовано 7-9 сідлоподібних плям коричневого або темно-коричневого кольору. Фонове забарвлення більш темне на спині, ніж на боках. По всьому тілу розкидані дрібні темні, майже чорні, плямочки. Іноді трапляються особини з білими плямами. Черево має білуватий колір.

## Спосіб життя
Тримається на глибинах до 100 м, у прибережних водах континентального шельфу. У похідну пору року опускається на глибину. Воліє до ділянок зі скелястими та кам'янистими ґрунтами. Це одинак. Активна вночі. Живиться креветками, крабами та іншими ракоподібними, невеличкими костистими рибами, головоногими молюсками, морськими черв'якими поліхетами, водоростями.
Парування супроводжується ритуалом, коли самець кусає самицю. Це яйцекладна акула. Самиця відкладає 2 яйця у вигляді капсул з вусиками, якими чіпляється до ґрунту.
Не є об'єктом промислового вилову. Водночас місцеві мешканці вважають цю акули шкідливою, оскільки вона виїдає ракоподібних, що становлять значну частину вилову рибалок. Тому її часто знищують. На зниження популяції впливає погіршення екології.

## Розповсюдження
Мешкає від акваторії центрального Перу до південного узбережжя Чилі.